# 2014 en Turquie
Cet article présente les faits marquants de l'année 2014 en Turquie.

## Évènements
- 15 février 2014 : Finalisation de la Ligne M2 du métro d'Istanbul, avec l'inauguration des trois dernières stations et du pont du métro sur la Corne d'Or.
- 30 mars 2014 : Élections municipales turques de 2014.
- 13 mai 2014 : L'accident minier de Soma (province de Manisa), dû à une explosion dans une mine de charbon, fait au moins 301 victimes. Il entraîne plusieurs manifestations et une grève.
- 19 juin 2014 : 230 militaires condamnés en 2012 dans le procès du complot Balyoz (volet militaire présumé du complot Ergenekon) sont libérés en appel[1].
- 10 août 2014 :  Élection présidentielle tenue pour la première fois au suffrage universel. Recep Tayyip Erdoğan, premier ministre sortant, est élu président de la République avec 51,79% des voix.

- 29 août 2014 : entrée en fonction de Recep Tayyip Erdoğan. Ahmet Davutoğlu, ministre sortant des Affaires étrangères, lui succède comme premier ministre.
- 20 septembre 2014 : libération de 49 otages turcs détenus par l'État islamique depuis la prise de Mossoul en juin 2014. La Turquie abrite 1,5 million de réfugiés syriens venus depuis le début de la guerre civile syrienne en 2011[2].
- 1er novembre : La Turquie autorise exceptionnellement 150 peshmergas du Kurdistan irakien à traverser son territoire pour participer à la seconde bataille de Kobané, événement de la guerre civile syrienne contre l'État islamique.
- 14 décembre 2014 : vague d'arrestations touchant des professionnels des médias proches de la confrérie religieuse sunnite de Fethullah Gülen dont le rédacteur en chef du quotidien Zaman. Cette confrérie qualifiée de « structure parallèle », longtemps alliée politique du gouvernement d'Erdoğan et de l'AKP, s'était retournée contre lui depuis 2013[3].